# Championnat d'Espagne féminin de football de quatrième division
 (avril 2024).
Si vous disposez d'ouvrages ou d'articles de référence ou si vous connaissez des sites web de qualité traitant du thème abordé ici, merci de compléter l'article en donnant les références utiles à sa vérifiabilité et en les liant à la section « Notes et références ».
Le championnat d'Espagne féminin de football de quatrième division, aussi appelé Tercera Federación FutFem, est le championnat féminin espagnol de football de quatrième niveau, créé en 2022 par la Fédération royale espagnole de football (RFEF).
Crée sous le nom Primera Nacional, la compétition est renommée Tercera Federación FutFem en 2023.

## Format

### 2022-2025
Le championnat se compose de 6 groupes de 16 équipes.
Les groupes sont répartis comme suit :
| Groupe | Communautés autonomes                                                                               |
| ------ | --------------------------------------------------------------------------------------------------- |
| 1      | Asturies et Galice (complété avec Castille-et-León)                                                 |
| 2      | Cantabrie, Castille-et-León, La Rioja, Navarre et Pays basque                                       |
| 3      | Aragon, Catalogne et Îles Baléares (complété avec Communauté de Madrid et Communauté valencienne)   |
| 4      | Andalousie, Castille-La Manche, Communauté de Madrid, Communauté valencienne et Région de Murcie    |
| 5      | Andalousie, Communauté de Madrid et Estrémadure (complété avec Cantabrie et Communauté valencienne) |
| 6      | Îles Canaries                                                                                       |

Lors de la saison 2022-2023 et la saison 2023-2024, le premier de chaque groupe est promu en Segunda Federación. Les trois derniers de chaque groupe sont relégués en Ligues régionales en plus des deux moins bons 13e.
Lors de la saison 2024-2025, les deux premiers de chaque groupe sont promus en Segunda Federación. Le troisième de chaque groupe, en plus des deux meilleurs quatrièmes, disputent des barrages en match aller-retour où les deux meilleurs troisièmes sont opposés au deux quatrièmes et le troisième et quatrième meilleur troisième au deux moins bons troisièmes. Les 3 vainqueurs de ces barrages  sont promus en Segunda Federación. Le dernier des groupes 1 à 5 et au moins deux équipes du groupe 6 sont reléguées dans la catégorie régionale correspondante.

### À partir de 2025
Pour renforcer la compétitivité du football féminin, le championnat se compose désormais de 216 équipes réparties en 18 groupes de 12 équipes.
À la fin de saison, le meilleur premier est promu en Segunda Federación. Les 16 autres premiers (seul le meilleur premier des groupes appartenant à la fédération royale andalouse, à savoir les groupes 9 et 10, peut participer aux barrages). Les 8 vainqueurs de ces barrages sont promus en Segunda Federación. En bas du classement, le nombre de relégués est déterminé par la catégorie régionale correspondante.

## Palmarès par groupes
| Saison    | Vainqueur de groupe | Vainqueur de groupe | Vainqueur de groupe   | Vainqueur de groupe   | Vainqueur de groupe   | Vainqueur de groupe      |
| Saison    | Groupe 1            | Groupe 2            | Groupe 3              | Groupe 4              | Groupe 5              | Groupe 6                 |
| --------- | ------------------- | ------------------- | --------------------- | --------------------- | --------------------- | ------------------------ |
| 2022-2023 | Sporting de Gijón   | Real Sociedad B     | SD Huesca             | Atlético de Madrid C  | Elche CF              | CD Guiniguada Apolinario |
| 2023-2024 | Real Avilés         | SD Eibar B          | Fundación UE Cornellá | CF Pozuelo de Alarcón | CFF Olympia Las Rozas | UD Geneto del Teide      |
| 2024-2025 | Deportivo Abanaca B | Bizkerre FT         | FC Levante Badalona B | Madrid CFF C          | Sport Extremadura CD  | FCD Tenerife B           |